# Bauern, Bonzen und Bomben (Roman)
Bauern, Bonzen und Bomben ist ein 1931 im Rowohlt Verlag erschienener Roman von Hans Fallada. Der Autor verarbeitet darin die historischen Ereignisse um die schleswig-holsteinische Landvolkbewegung und deren Boykott der Stadt Neumünster, über die er 1929 als Hilfsjournalist einer Lokalzeitung berichtet hatte, verlegt die Handlung aber in die fiktive pommersche Stadt Altholm. Das Buch wurde unter der Regie von Egon Monk verfilmt und 1973 als fünfteiliger Fernsehfilm (ARD) gesendet.

## Handlung
Fallada schildert zunächst die Protestaktionen der Bauernschaft, vom Widerstand gegen Pfändungen über Demonstrationen bis hin zu Bomben-Attentaten. Bei einer Demonstration in Altholm  kommt es zum Kampf um die Fahne der Landvolkbewegung, wobei der Fahnenträger schwer verletzt wird. Daraufhin boykottiert die Bauernschaft die Stadt Altholm fast ein Jahr lang, was zu erheblichen wirtschaftlichen und politischen Problemen führt.
In dieser Situation treffen in Altholm zwei kraftvolle und verschlagene Gegenspieler aufeinander, der deutschnationale Redakteur Stuff und der sozialdemokratische Bürgermeister Gareis. Zwischen ihnen agieren weitere Mitglieder der kleinstädtischen und ländlichen Gesellschaft: Kaufleute, Verleger, Polizisten, Verwaltungsbeamte, Städträte, Bauern und andere, die je nach Interessenlage mal mit-, mal gegeneinander intrigieren. Eine tragische Rolle spielt der macht- und orientierungslose, nur auf seinen kurzfristigen Vorteil bedachte Anzeigenwerber und Hilfsredakteur Tredup, laut Rolf Schneider „Falladas anderes Ich“, der im lokalen Beziehungsgeflecht zerrieben wird und zu Tode kommt. Dazu kommen rechtsextremistische ehemalige Freikorps-Söldner der Brigade Ehrhardt und des Stahlhelm, die versuchen, die Landvolkbewegung zum Modell einer konservativen Revolution umzudeuten. 
Auf dem Einband der Erstausgabe ist eine von Olaf Gulbransson entworfene mächtige Männergestalt zu sehen, die nach Auffassung Rolf Schneiders sowohl für Bürgermeister Gareis als auch für Redakteur Stuff oder den Bauernführer Reimers (historisch: Claus Heim) stehen kann.

## Ausgaben
- Bauern, Bonzen und Bomben. Roman. Rowohlt, Berlin 1931. Gleichzeitige Ausgabe im Vier-Falken-Verlag, Berlin 1931.
- Zweite Auflage Vier Falken, Berlin 1939.
- Erste Ausgabe nach 1945, Aufbau, Berlin-Ost 1964 und Rowohlt, Reinbek 1964. (142. bis 144. Tausend Rowohlt, Reinbek 1995, ISBN 978-3-499-10651-4.)
- Neuausgabe Februar 2018, mit einem Nachwort von Michael Töteberg. Rowohlt, Reinbek 2018, ISBN 978-3-499-27377-3.

## Film
- 1973: Bauern, Bonzen und Bomben, von Egon Monk.

## Hörspiel
Im Jahr 1997 produzierte der MDR eine 15-teilige Funkfassung von Gerhard Rentzsch, ebenfalls unter dem Titel Bauern, Bonzen und Bomben, die im Februar 1997 erstgesendet wurde.
Unter der Regie von Jürgen Dluzniewski sprachen u. a. Otto Sander (Erzähler), Dieter Mann (Bürgermeister Gareis), Hilmar Eichhorn (Lokalredakteur Stuf),
Jörg Schüttauf (Annoncenwerber Tredup), Susanne Bard (Elise Tredup) und Walter Niklaus (Präsident).
Quelle: ARD-Hörspieldatenbank

## Weblinks

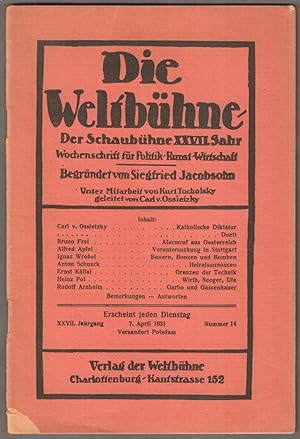
Tucholskys Rezension in Die Weltbühne vom 7. April 1931